# محمدجعفر پوینده
محمّدجعفر پوینده (۱۷ خرداد ۱۳۳۳ – ۱۸ آذر ۱۳۷۷) مترجم، نویسنده و جامعه‌شناس ایرانی بود که در جریان ترورهای موسوم به قتل‌های زنجیره‌ای به دست عواملی از وزارت اطلاعات ایران کشته شد. پوینده از فعال‌ترین اعضای کانون نویسندگان ایران بود. او تا پیش از مرگ در دفتر پژوهش‌های فرهنگی مشغول به کار بود.
محمدجعفر پوینده از طرفداران جریان چپ در ایران بود، اما به ایده‌های سنتی مارکسیسم باور نداشت و هرگز به سازمان یا حزبی سیاسی نپیوست، هرچند یک مدافع پرکار دمکراسی، حقوق بشر و آزادی نامحدود اندیشه و بیان بود و اعلامیه جهانی حقوق بشر را به زبان پارسی برگرداند.

## زندگی
پوینده در سال ۱۳۳۳ در اشکذر، شهرستان اشکذر در استان یزد در خانواده‌ای فرودست زاده شد. در شش سالگی به دبستان رفت و از ده سالگی مشغولِ کار شد. سالِ ۱۳۴۹ دیپلم گرفت و در همان سال در رشتهٔ حقوق قضایی در دانشگاهِ تهران پذیرفته شد. فعالیتِ سیاسی را از دورانِ دانشجویی در تهران آغاز کرد و از سال ۱۳۵۳ هنگامی که برای ادامهٔ تحصیل در دانشگاه سوربن به فرانسه رفت در خارج از کشور ادامه داد. در سال ۱۳۵۶ مدرک فوق لیسانس جامعه‌شناسی را از این دانشگاه دریافت کرد و در شهریور ۱۳۵۷ در بحبوحهٔ انقلاب به کشورش بازگشت.
پوینده پس از انقلاب وقت خود را وقف ترجمهٔ آثار مختلف فلسفی و ادبی کرد و کتاب‌های بسیاری را از زبان فرانسه به فارسی برگرداند که برخی از آن‌ها هنوز منتشر نشده‌اند.

## قتل

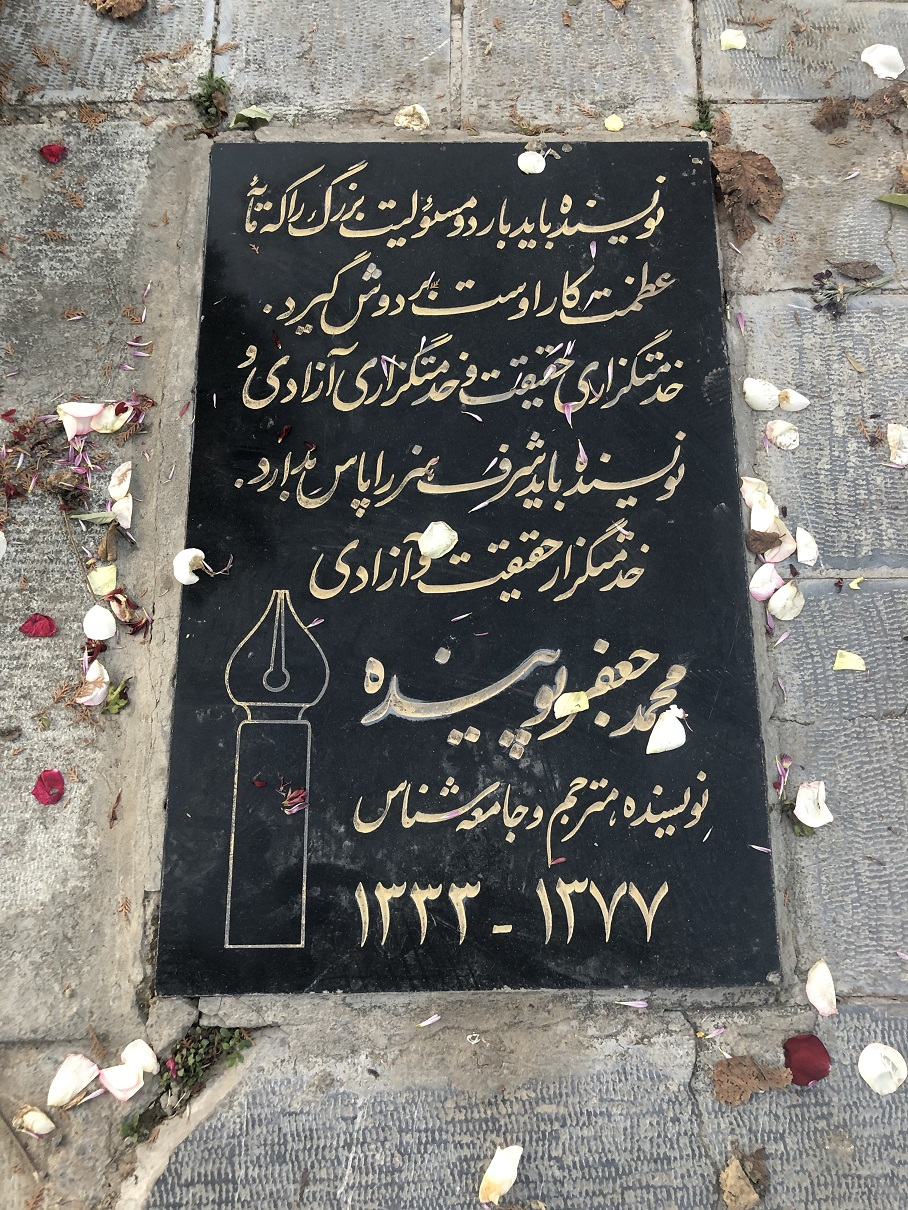
آرامگاه محمدجعفر پوینده

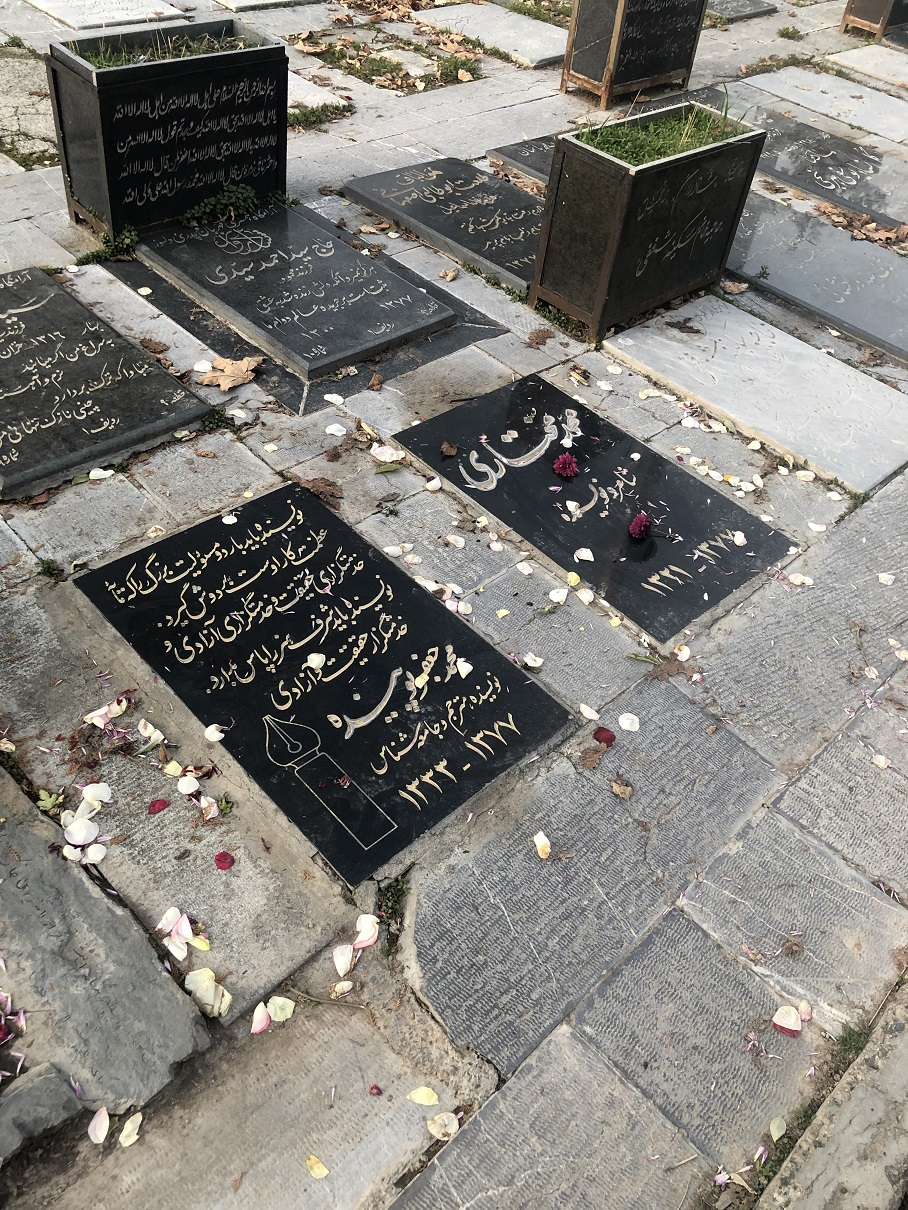
آرامگاه محمدجعفر پوینده و محمد مختاری

یک ماه پیش از مرگ غیرمنتظرهٔ پوینده، سقف اتاق اجاره‌ای‌اش فرو ریخت و میز کار و کتاب‌هایش زیر آوار مدفون شد. او در یادداشتی در مقدمهٔ کتاب تاریخ و آگاهی طبقاتی این فشارها را چنین بیان می‌کند: «ترجمه کتاب تاریخ و آگاهی طبقاتی را در اوج انواع فشارهای طبقاتی و در بدترین اوضاع مادی و روانی ادامه دادم و شاید هم مجموعهٔ همین فشارها بود که انگیزه و توان به پایان رساندن ترجمهٔ این کتاب را در وجودم برانگیخت؛ و راستی چه تسلاّیی بهتر از به فارسی درآوردن یکی از مهم‌ترین کتاب‌های جهان در شناخت دنیای معاصر و ستم‌های طبقاتی آن؟ تا چه قبول افتد و چه در نظر آید».
پوینده در ۱۸ آذر ۱۳۷۷ از منزل خارج شد و ده روز بعد جسد وی در روستای بادامک در شهرستان شهریار پیدا شد. علت مرگ او خفگی اعلام شد. سپس مشخص شد که او قربانی ترورهای سیاسی‌ای شده که عوامل وزارت اطلاعات جمهوری اسلامی انجام داده‌اند و به قتل‌های زنجیره‌ای معروف شد. وی در خیابان ایرانشهر ربوده شده و در محل حراست گورستان تهران به قتل رسید. علی روشنی شخصی که طناب را به گردن او انداخته و خفه‌اش کرده بود به حبس ابد محکوم شد، اما هیچگاه برای سپردن دوره محکومیت به زندان فرستاده نشد. شمار دیگری از عاملان و آمران این قتل‌ها نیز به حبس محکوم شده اما مجازات نشدند. اما عامل اصلی یعنی سعید امامی پیش از آن که پرده از اعترافات او گشوده شود و آمرین این قتل‌ها را معرفی کند خبر خودکشی وی در زندان با خوردن داروی نظافت از رسانه‌های دولتی اعلام شد. مزار محمد جعفر پوینده در امامزاده طاهر کرج (گلشهر) در نزدیکی قبر محمد مختاری دیگر قربانی این قتل‌ها است. بر روی سنگ قبر او هیچ اشاره‌ای به علت کشته شدن نشده‌است.

### ترجمه‌ها
- اون‍ت، ژاک د. درآم‍دی ب‍ر ه‍گ‍ل: ن‍گ‍اه‍ی ب‍ه زن‍دگ‍ی، آث‍ار و ف‍ل‍س‍ف‍هٔ ه‍گ‍ل: ه‍م‍راه ب‍ا چ‍ک‍ی‍ده‌ای از آث‍ار وی. ت‍ه‍ران: ف‍ک‍ر روز، ۱۳۷۷. شابک ‎۹۶۴-۵۸۳۸-۸۷-۸
- آدورن‍و، ت‍ئ‍ودور و دی‍گ‍ران. درآم‍دی ب‍ر ج‍ام‍عه‌ش‍ن‍اس‍ی ادب‍ی‍ات: م‍ج‍م‍وع‍ه م‍ق‍ال‍ه. ت‍ه‍ران: ن‍ق‍ش ج‍ه‍ان، ۱۳۷۷. شابک ‎۹۶۴-۹۱۴۵۵-۶-۷
- باختین، میخاییل. س‍ودای م‍ک‍ال‍م‍ه، خ‍ن‍ده آزادی: م‍ی‍خ‍ای‍ی‍ل ب‍اخ‍ت‍ی‍ن. گ‍زی‍ده و ت‍رج‍م‍هٔ م‍ح‍م‍د پ‍وی‍ن‍ده. ت‍ه‍ران: نشر چ‍ش‍م‍ه، ۱۳۸۰. شابک ‎۹۶۴-۳۶۲-۰۴۶-۸
- ب‍ال‍زاک، اون‍وره دو. آرزوه‍ای ب‍ر ب‍اد رف‍ت‍ه. ت‍ه‍ران: ن‍ش‍ر ن‍ی، ۱۳۸۳. شابک ‎۹۶۴-۳۱۲-۷۴۰-۰
- ب‍ال‍زاک، اون‍وره دو. پ‍ی‍ر دخ‍ت‍ر. ت‍ه‍ران: اش‍اره، ۱۳۸۲. شابک ‎۹۶۴-۵۷۷۲-۶۶-۴
- ب‍ال‍زاک، اون‍وره دو. گ‍وب‍س‍ک رب‍اخ‍وار. اص‍ف‍ه‍ان: ن‍ش‍ر ف‍ردا، ۱۳۷۹. شابک ‎۹۶۴-۶۳۲۸-۴۱-۵
- ب‍ه‍ن‍ام، ج‍م‍ش‍ی‍د. ت‍ح‍ولات خ‍ان‍واده: پ‍وی‍ای‍ی خ‍ان‍واده در ح‍وزه‌ه‍ای ف‍ره‍ن‍گ‍ی گ‍ون‍اگ‍ون. ت‍ه‍ران: م‍اه‍ی، ۱۳۹۲. شابک ‎۹۷۸-۹۶۴-۷۹۴۸-۱۷-۳
- پ‍لان‍ت‍ی-ب‍ون‍ژور، گ‍ی. م‍ق‍ول‍ه‌ه‍ای ف‍ل‍س‍ف‍ه م‍ع‍اص‍ر ش‍وروی. ت‍ه‍ران: نشر چ‍ش‍م‍ه، ۱۳۸۰. شابک ‎۹۶۴-۳۶۲-۰۴۸-۴
- پ‍لان‍ت‍ی-ب‍ون‍ژور، گ‍ی. ه‍گ‍ل و ان‍دی‍ش‍ه ف‍ل‍س‍ف‍ی در روس‍ی‍ه ۱۹۱۷–۱۸۳۰. ت‍ه‍ران: ن‍ش‍ر ن‍ی، ۱۳۷۹. شابک ‎۹۶۴-۳۱۲-۵۴۵-۹
- ج‍ان‍س‍ون، گ‍ل‍ن. اع‍لام‍ی‍هٔ ج‍ه‍ان‍ی ح‍ق‍وق ب‍ش‍ر و ت‍اری‍خ‍چ‍هٔ آن. ت‍ه‍ران: ن‍ش‍ر ن‍ی، ۱۳۷۷. شابک ‎۹۶۴-۳۱۲-۴۰۰-۲
- ج‍ان‍ی‍ن‍ی ب‍ل‍وت‍ی، ال‍ن‍ا. اگ‍ر ف‍رزن‍د دخ‍ت‍ر داری‍د…: ج‍ام‍عه‌شن‍اس‍ی و روان‌ش‍ن‍اس‍ی ش‍ک‍ل‌گ‍ی‍ری ش‍خ‍ص‍ی‍ت در دخ‍ت‍ره‍ا. ت‍ه‍ران: ن‍ش‍ر ن‍ی، ۱۳۷۷. شابک ‎۹۶۴-۳۱۲-۳۴۶-۴
- ری‍وی‍ر، ف‍ران‍س‍وا و دی‍گ‍ران. م‍ک‍ت‍ب ب‍وداپ‍س‍ت. ت‍ه‍ران: ف‍ک‍ر روز، ۱۳۷۷. شابک ‎۹۶۴-۵۸۳۸-۸۸-۶
- زاپ‍ات‍ا، رن‍ه. ت‍اری‍خ م‍ب‍ارزات ف‍ل‍س‍ف‍ی در ش‍وروی. ت‍ه‍ران: نشر چ‍ش‍م‍ه، ۱۳۸۰. شابک ‎۹۶۴-۳۶۲-۰۴۹-۲
- ش‍رک‍اوی، م‍ح‍م‍د. درآم‍دی ب‍ر ج‍ام‍معه‌شن‍اس‍ی آم‍وزش و پ‍رورش. ت‍ه‍ران: ن‍ق‍ش ج‍ه‍ان، ۱۳۷۹. شابک ‎۹۶۴-۶۶۸۸-۰۴-۷
- ک‍ال‍وه، ل‍وئ‍ی-ژان. درآم‍دی ب‍ر زب‍ان‌ش‍ن‍اس‍ی اج‍ت‍م‍اع‍ی. ت‍ه‍ران: ن‍ق‍ش ج‍ه‍ان، ۱۳۷۹. شابک ‎۹۶۴-۶۶۸۸-۰۳-۹
- گ‍ارث‍ون، آل‍وارو. س‍ی‍اس‍ت م‍ل‍ی ک‍ت‍اب: راه‍ن‍م‍ای ت‍وس‍ع‍ه ک‍ت‍اب و ک‍ت‍اب‌خ‍وان‍ی. ت‍ه‍ران: ن‍ش‍ر ک‍ارن‍ام‍ه، ۱۳۷۷. شابک ‎۹۶۴-۴۳۱-۰۱۷-۹
- گ‍ل‍دم‍ن، ل‍وس‍ی‍ن و دی‍گ‍ران. درآم‍دی ب‍ر ج‍ام‍عه‌ش‍ن‍اس‍ی ادب‍ی‍ات: م‍ج‍م‍وع‍ه م‍ق‍ال‍ه. ت‍ه‍ران: ن‍ق‍ش ج‍ه‍ان، ۱۳۹۰. شابک ‎۹۷۸-۹۶۴-۶۶۸۸-۴۲-۱
- گ‍ل‍دم‍ن، ل‍وس‍ی‍ن. ج‍امعه‌ش‍ن‍اس‍ی ادب‍ی‍ات: دف‍اع از ج‍امعه‌ش‍ن‍اس‍ی رم‍ان. ت‍ه‍ران: ه‍وش و اب‍ت‍ک‍ار، ۱۳۷۱.
- ل‍وک‍اچ، جورج. ت‍اری‍خ و آگ‍اه‍ی طب‍ق‍ات‍ی: پ‍ژوه‍ش‍ی در دی‍ال‍ک‍ت‍ی‍ک م‍ارک‍س‍ی‍س‍ت‍ی. ت‍ه‍ران: ت‍ج‍رب‍ه: دف‍ت‍ر وی‍راس‍ت‍ه، ۱۳۷۷. شابک ‎۹۶۴-۶۴۸۱-۳۱-۰
- ل‍وک‍اچ، جورج. ج‍امعه‌ش‍ن‍اس‍ی رم‍ان: ب‍ال‍زاک، زولا، اس‍ت‍ن‍دال. ت‍ه‍ران: ت‍ج‍رب‍ه: دف‍ت‍ر وی‍راس‍ت‍ه، ۱۳۷۴.
- ل‍وی‍ن، ل‍ی‍ا. پ‍رس‍ش و پ‍اس‍خ درب‍اره ح‍ق‍وق ب‍ش‍ر. ت‍ه‍ران: ن‍ش‍ر ق‍طره، ۱۳۷۷. شابک ‎۹۶۴–۳۴۱-۰۲۹-۳
- م‍اک‍ارن‍ک‍و، آن‍ت‍ون س‍م‍ی‍ون‍ووی‍چ. راه زن‍دگ‍ی (راه‍ن‍م‍ای آم‍وزش پ‍دران و م‍ادران). م‍ح‍م‍دج‍ع‍ف‍ر پ‍وی‍ن‍ده، ۱۳۷۰.
- م‍اک‍ارن‍ک‍و، آن‍ت‍ون س‍م‍ی‍ون‍ووی‍چ. م‍ق‍ال‍ه‌ه‍ای آم‍وزش‍ی آن‍ت‍ون م‍اک‍ارن‍ک‍و. ت‍رج‍م‍ه م‍ح‍م‍د پ‍وی‍ن‍ده، س‍ی‍م‍ی‍ن ک‍رم‍ان‍ی‌ن‍ژاد. ت‍ه‍ران: پ‍ی‍ش‍رو، ۱۳۷۲.
- م‍ی‍ش‍ل، آن‍دره. پ‍ی‍ک‍ار ب‍ا ت‍ب‍ع‍ی‍ض ج‍ن‍س‍ی: پ‍اک‍س‍ازی ک‍ت‍اب، خ‍ان‍ه، م‍درس‍ه و ج‍ام‍ع‍ه از ک‍ل‍ی‍ش‍ه‌ه‍ای ت‍ب‍ع‍ی‍ض ج‍ن‍س‍ی. ت‍ه‍ران: م‍وس‍س‍ه ان‍ت‍ش‍ارات ن‍گ‍اه، ۱۳۷۶. شابک ‎۹۶۴-۶۱۷۴-۳۸-۸
- ه‍ورک‍ه‍ای‍م‍ر، م‍اک‍س. س‍پ‍ی‍ده‌دم‍ان ف‍ل‍س‍ف‍هٔ ت‍اری‍خ ب‍ورژوای‍ی. ت‍ه‍ران: ن‍ش‍ر ن‍ی، ۱۳۷۶. شابک ‎۹۷۸-۹۶۴-۳۱۲-۳۴۸-۲

### سایر آثار
… ت‍ا دام آخ‍ر: گ‍زی‍دهٔ گ‍ف‍ت و گ‍وه‍ا و م‍ق‍ال‍ه‌ه‍ا. ب‍ه ک‍وش‍ش س‍ی‍م‍ا ص‍اح‍ب‍ی. ت‍ه‍ران: چ‍ش‍م‍ه، ۱۳۷۸. شابک ‎۹۶۴-۵۵۷۱-۳۵-۹

## منبع و پیوند به بیرون
- لیا لوین. پرسش و پاسخ دربارهٔ حقوق بشر.  محمدجعفر پوینده. نشر قطره، چهارم، ۱۳۷۸، ص ۵، شابک ‎۹۶۴-۳۴۱-۰۲۹-۳
- نوشته همسر پوینده درباره ترور او وبگاه ایرانیان
- گزارشی از مراسم یادبود در سال ۱۳۸۴ ادوارنیوز
- PUYANDA, Moḥammad-Jaʿfa دانشنامه ایرانیکا